# 91 км ж/д
91 км ж/д, 91 км, 91 километр — опустевший посёлок в Вельском районе Архангельской области России. Входит в состав муниципального образования «Усть-Вельское». Фактически — урочище.

## География
Расположена на юге области и района, в лесной местности у руч. Водрин, вблизи города Вельска.
Климат
Находится на территории, приравненной к районам Крайнего Севера

## История
Населённый пункт возник у остановочного пункта 91 километр Северной железной дороги.

## Население
| 2002 | 2010 | 2012 | 2014 |
| ---- | ---- | ---- | ---- |
| 0    | →0   | →0   | →0   |

## Инфраструктура
Путевое хозяйство.
Централизованного электроснабжения нет.
Учреждений социальной сферы нет.

## Транспорт
Посёлок доступен автомобильным и железнодорожным транспортом.
Есть автодорожное сообщение с административным центром района.